# Куалак (муниципалитет)
Куалак (исп. Cualác) — муниципалитет в Мексике, штат Герреро, с административным центром в одноимённом городе. Численность населения, по данным переписи 2010 года, составила 7 007 человек.

## Общие сведения
Название Cualác с языка науатль можно перевести как хорошая вода.
Площадь муниципалитета равна 239 км², что составляет 0,38 % от площади штата. Он граничит с другими муниципалитетами Герреро: на северо-западе с Олиналой, на северо-востоке с Уамуститланом, на юге с Тлапа-де-Комонфортом и Атлистаком, и на западе с Ауакуоцинго.

## Учреждение и состав
Муниципалитет был образован в 1850 году, в его состав входит 30 населённых пунктов, самые крупные из которых:
| Код INEGI | Населённый пункт                                | Численность населения (2005 год) | Численность населения (2010 год) |
| 024       | Всего                                           | 6 816                            | 7 007                            |
| 0001      | Куалак (исп. Cualác) (административный центр)   | 1 756                            | 1 794                            |
| 0005      | Чиаусинго (исп. Chiaucingo)                     | 1 185                            | 1 331                            |
| 0003      | Коатлако (исп. Coatlaco)                        | 837                              | 890                              |
| 0006      | Сан-Мартин-Холальпан (исп. San Martín Jolalpan) | 549                              | 524                              |
| 0004      | Эль-Куаулоте (исп. El Cuahulote)                | 389                              | 360                              |
| 0008      | Тлалапа (исп. Tlalapa)                          | 315                              | 358                              |
| 0007      | Текохкоюнка (исп. Tecojcoyunca)                 | 362                              | 352                              |

## Экономическая деятельность
По статистическим данным 2000 года, работоспособное население занято по секторам экономики в следующих пропорциях: сельское хозяйство, скотоводство и рыбная ловля — 30,4 %, промышленность и строительство — 29,3 %, сфера обслуживания и туризма — 30,9 %.

## Инфраструктура
По статистическим данным 2010 года, инфраструктура развита следующим образом:
- электрификация: 94,3 %;
- водоснабжение: 69,9 %;
- водоотведение: 56,3 %.

## Туризм
Основные достопримечательности:
- археологические зоны Куауреконсинго, Эль-Тесокио, а также раскопки вблизи Нуэво-Парайсо;
- наскальные рисунки в каньоне Остокама, вблизи муниципального центра.